# Sulowskie Skały
Sulowskie Skały (słow. Súľovské skaly) – jednostka geomorfologiczna niższego rzędu, wchodząca w skład Sulowskich Wierchów na Słowacji. Obejmuje najwyższą i najbardziej charakterystyczną część Sulowskich Wierchów z niezwykle urozmaiconymi formacjami skalnymi, bogatą florą i gęstą siecią znakowanych szlaków turystycznych. Sulowskie Skały otaczają z wszystkich stron Kotlinę Sulowską ze znajdującą się na jej dnie miejscowością Súľov-Hradná. Płynący jej dnem potok Hradnianka opuszcza tę kotlinę ciasnym Wąwozem Sulowskim (Súľovská tiesňava).
Najwyższy szczyt Sulowskich Skał to Žibrid (867 m), niektóre z innych wyższych szczytów to Kečka (822 m), Brada (816 m), Dubica (811 m), Roháč (803 m). Na jednym ze szczytów znajdują się ruiny Zamku Súľov. W skałach są jaskinie i okna skalne, największe z nich to Šarkania diera, Gotická brána, Obrovská brána.
Ze względu na znaczne walory przyrodnicze tej grupy górskiej prawie w całości wchodzi ona w granice Obszaru Chronionego Krajobrazu Strážovské vrchy. Najcenniejsze fragmenty w jej północno-zachodniej części są chronione w rezerwacie przyrody Súľovské skaly.

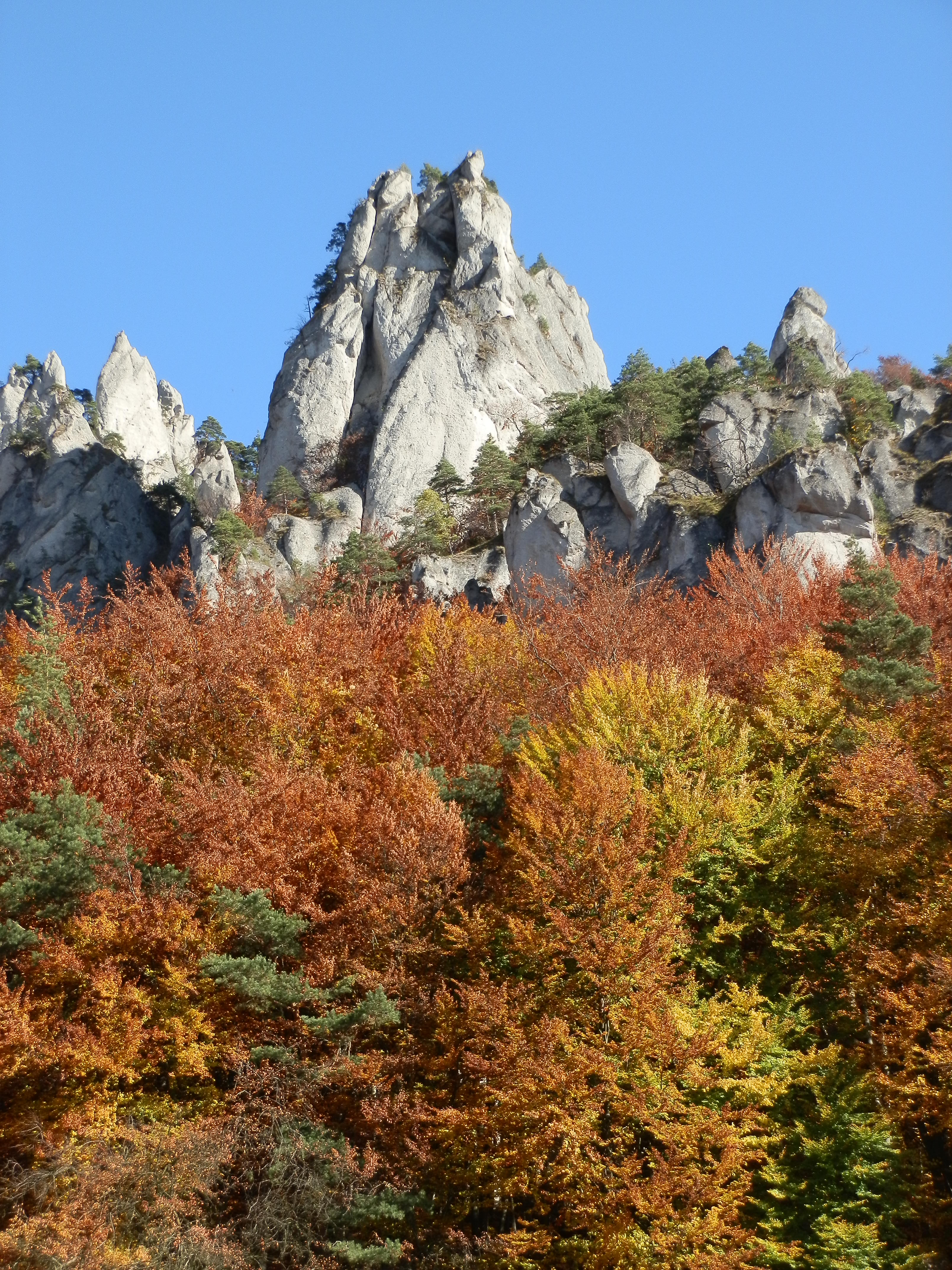
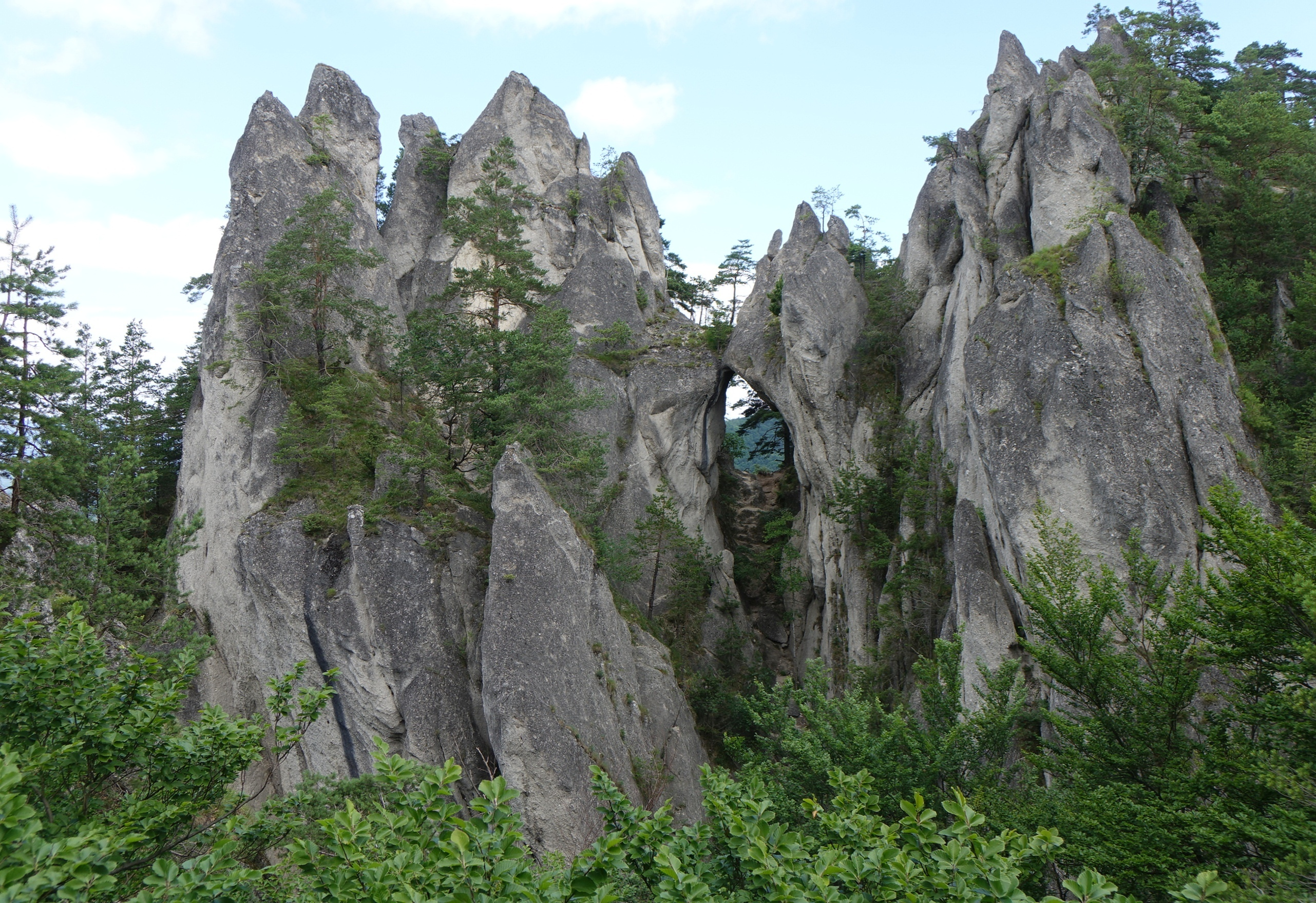
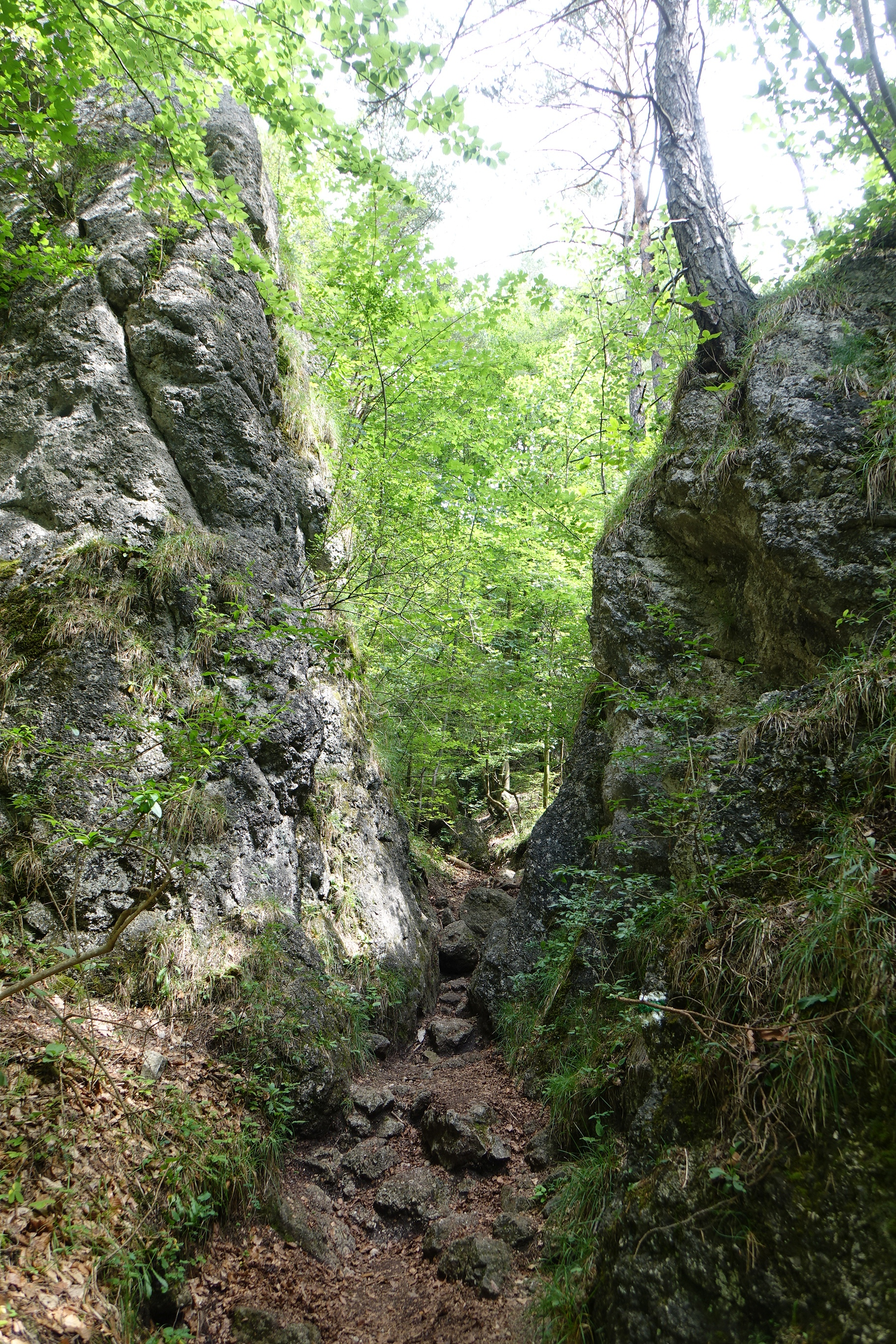
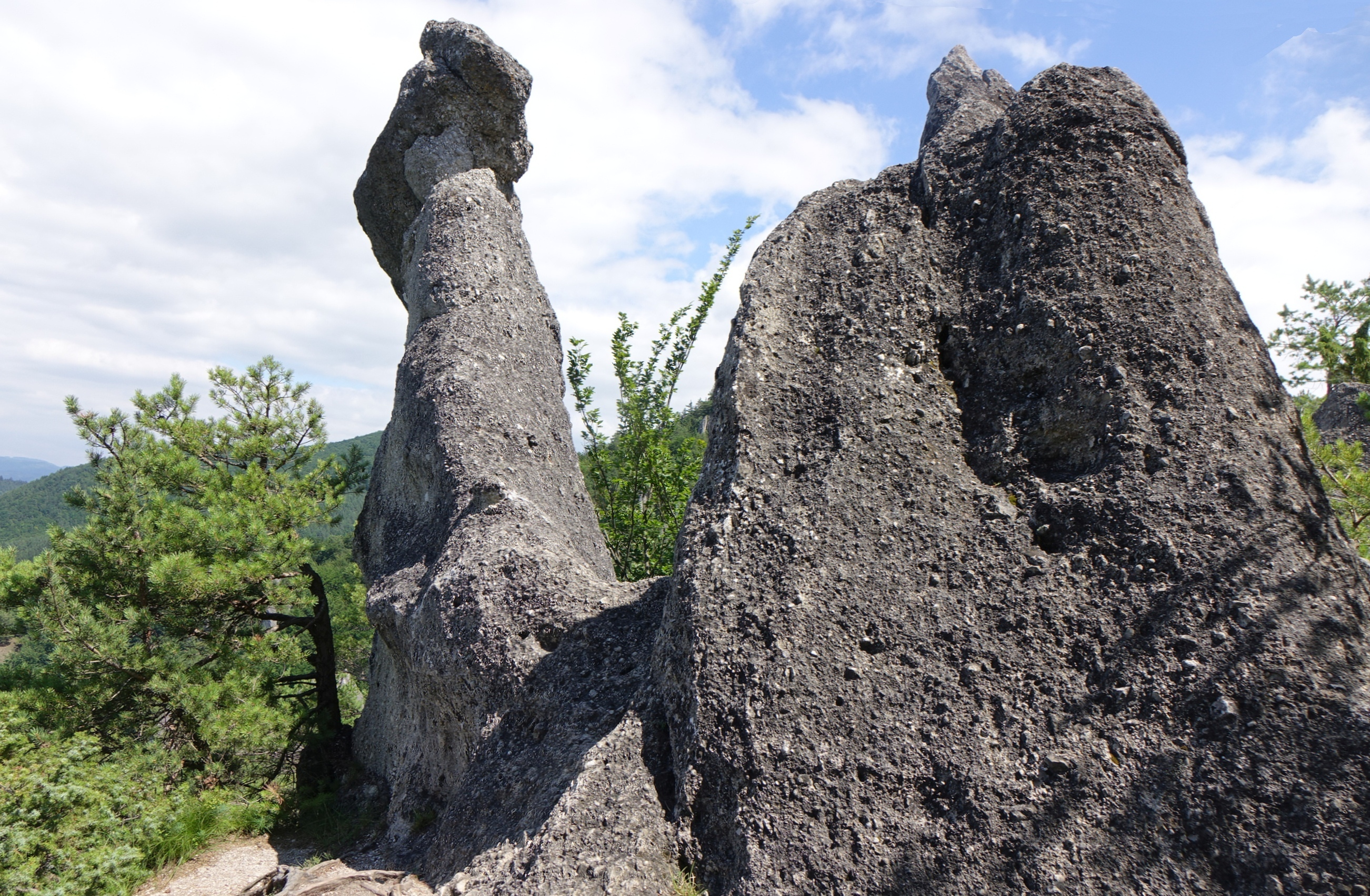
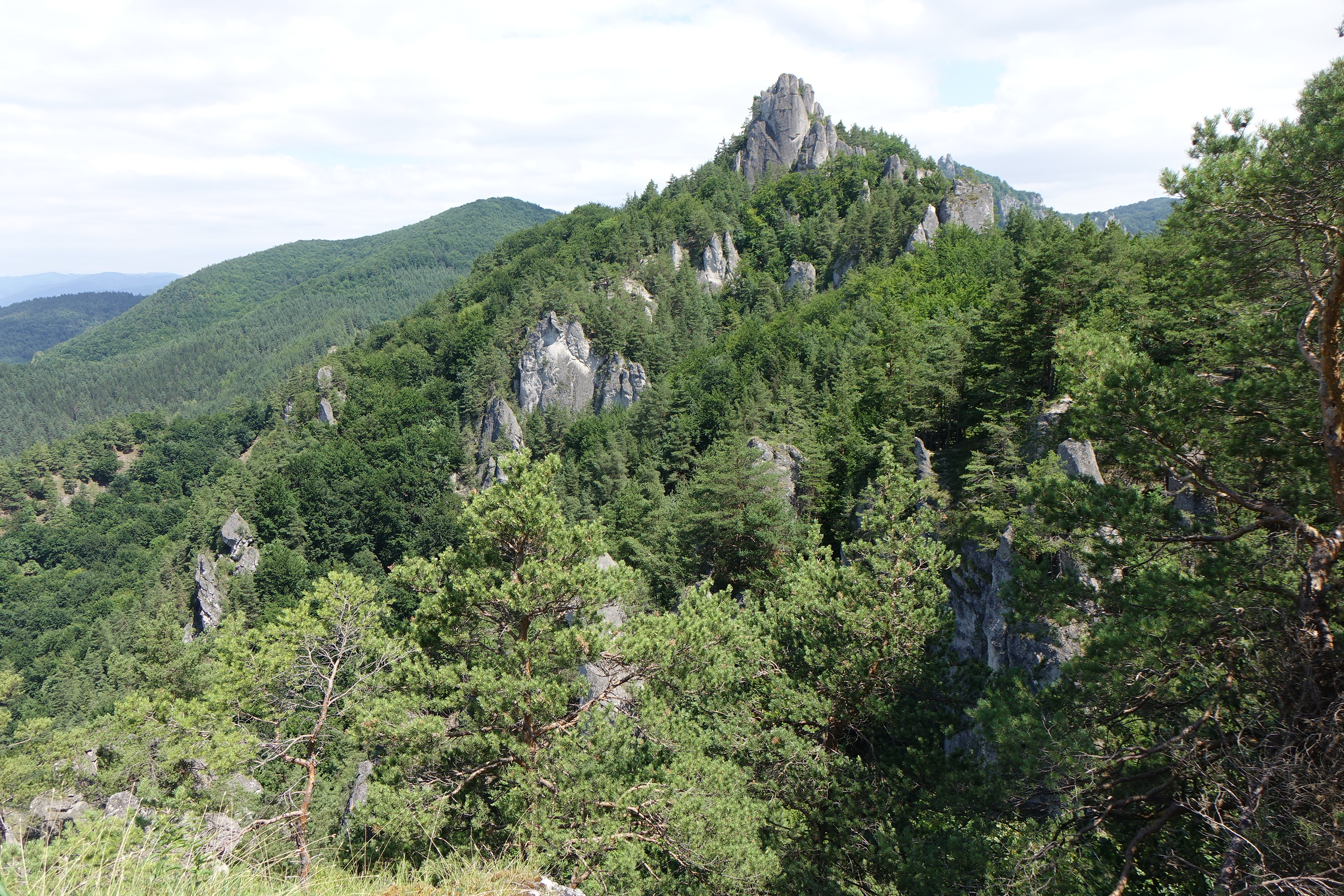
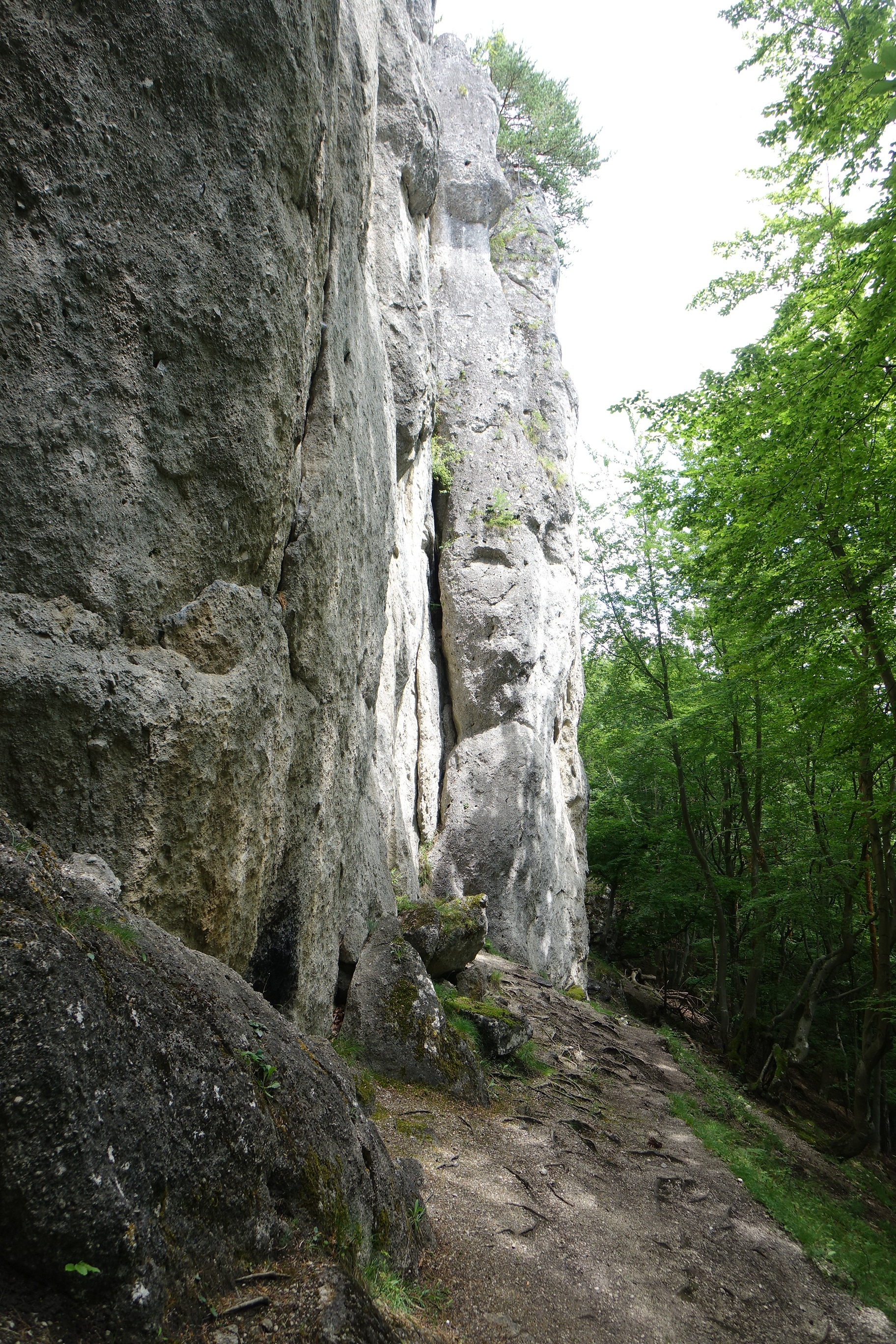
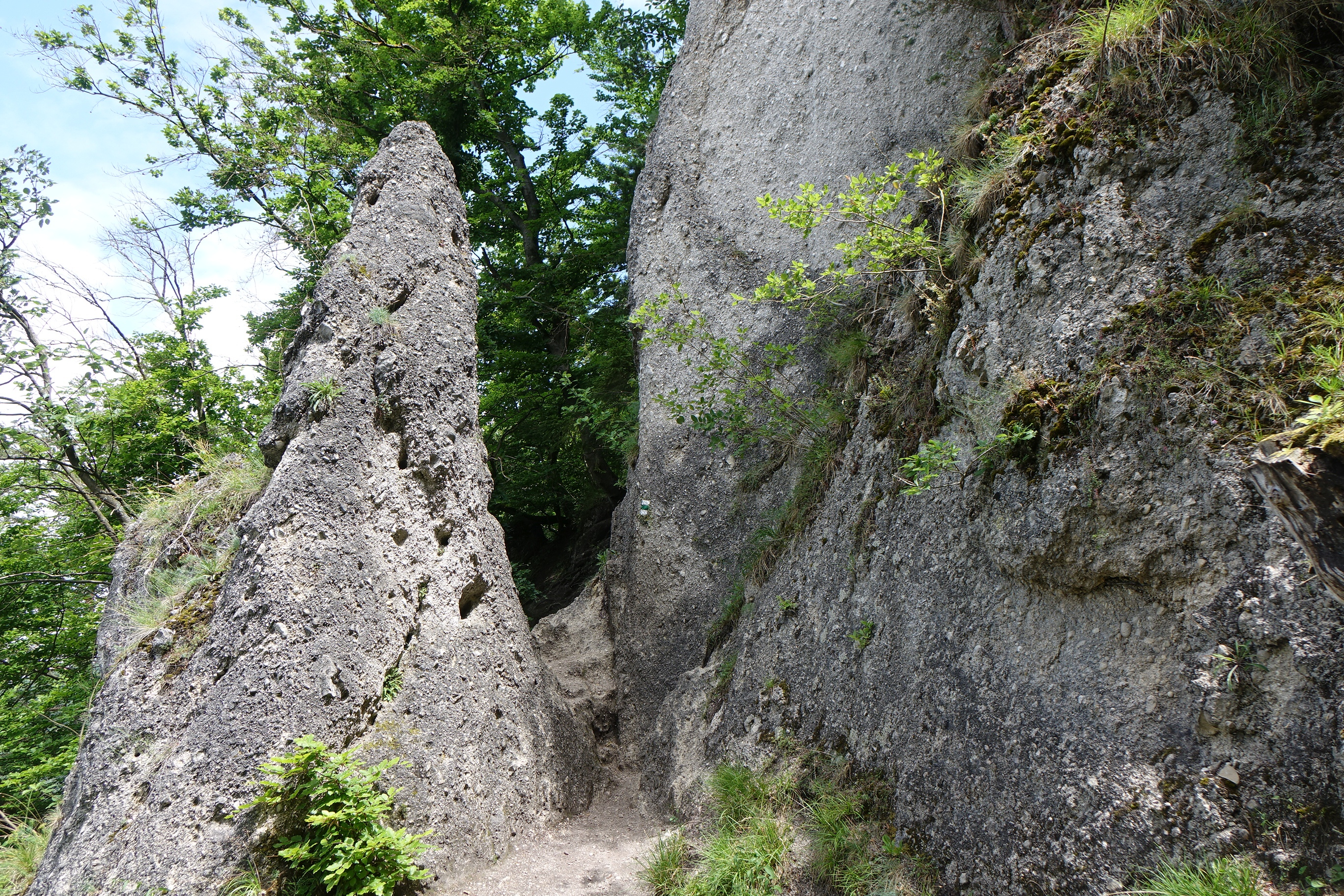

Sulowskie Skały są też dużym regionem uprawiania wspinaczki skalnej. Drogi wspinaczkowe mają stałe punkty asekuracyjne, długość 15–40 m i IV–X stopień trudności w skali UIAA. Od 1 stycznia 2022 roku ze względu na ochronę obowiązują na nich ograniczenia. Wspinaczka dozwolona jest tylko dla członków koła SHS James:
- cały rok na skałach Tabuľa, Školská veža, Veža nad ohniskom
- sezonowo od 1 lipca do 31 grudnia na skałach Veterná, Sokolíky, Kozie diery, Podsvetie, Tisícročná[3].